# Пайн Айлънд
Заливът Пайн Айлънд (на английски: Pine Island Bay) е залив в югоизточната част на море Амундсен, част от акваторията на тихоокеанския сектор на Южния океан, край бреговете на Западна Антарктида, Земя Мери Бърд, Бряг Уолгрин. Ширина на входа 125 km, вдава се в континента на около 125 km. На североизток от него е разположен полуостров Канистио, а от юг в него се „влива“ големия долинен ледник Пайн Айлънд
Заливът е открит и картиран на базата на направените аерофотоснимки през 1946 г. от участниците в американската антарктическа експедиция 1946 – 47 г., възглавявана от адмирал Ричард Бърд.